# ベナジルに捧げる3つの歌
『ベナジルに捧げる3つの歌』（Three Songs for Benazir）は、エリザベス・ミルザエイとグリスタン・ミルザエイ監督による2021年のアフガニスタンの短編ドキュメンタリー映画である。

## 内容
難民として生きる青年のシャイスタはベナジルと結婚して難民キャンプで生活しつつ、自分の部族から初めてアフガニスタン国軍に入るという夢との両立に苦心する。

## 評価
第94回アカデミー賞短編ドキュメンタリー映画賞にノミネートされた。